# Géza Borovszky
Géza Borovszky (14. dubna 1884 – 1955 Maďarsko) byl československý politik maďarské národnosti a meziválečný poslanec Národního shromáždění za Československou sociálně demokratickou stranu dělnickou, později za Komunistickou stranu Československa a nakonec za Maďarsko-německou sociálně demokratickou stranu.

## Biografie
Po parlamentních volbách v roce 1920 získal mandát v Národním shromáždění. Mandát získal za československé sociální demokraty, v průběhu volebního období ale přešel do nově vzniklé KSČ. V roce 1922 ovšem z komunistického poslaneckého klubu vystoupil a přešel do klubu maďarsko-německých sociálních demokratů.
Podle údajů k roku 1920 byl profesí tajemníkem strany v Košicích.